# Aire d'attraction de Fontenay-le-Comte
L'aire d'attraction de Fontenay-le-Comte est un zonage d'étude défini par l'Insee pour caractériser l’influence de la commune de Fontenay-le-Comte sur les communes environnantes. Publiée en octobre 2020, elle se substitue à l'aire urbaine de Fontenay-le-Comte, qui comportait 15 communes dans le dernier zonage qui remontait à 2010.

## Définition
L'aire d'attraction d'une ville est composée d’un pôle, défini à partir de critères de population et d’emploi ainsi que d’une couronne constituée des communes dont au moins 15 % des actifs travaillent dans le pôle. Le pôle d’attraction constitue ainsi un point de convergence des déplacements domicile-travail,.

## Type et composition
L’aire d'attraction de Fontenay-le-Comte est une aire intra-départementale qui comporte 30 communes dans la Vendée. 
Elle est catégorisée dans les aires de moins de 50 000 habitants, une catégorie qui regroupe 12,2 % au niveau national.

### Carte

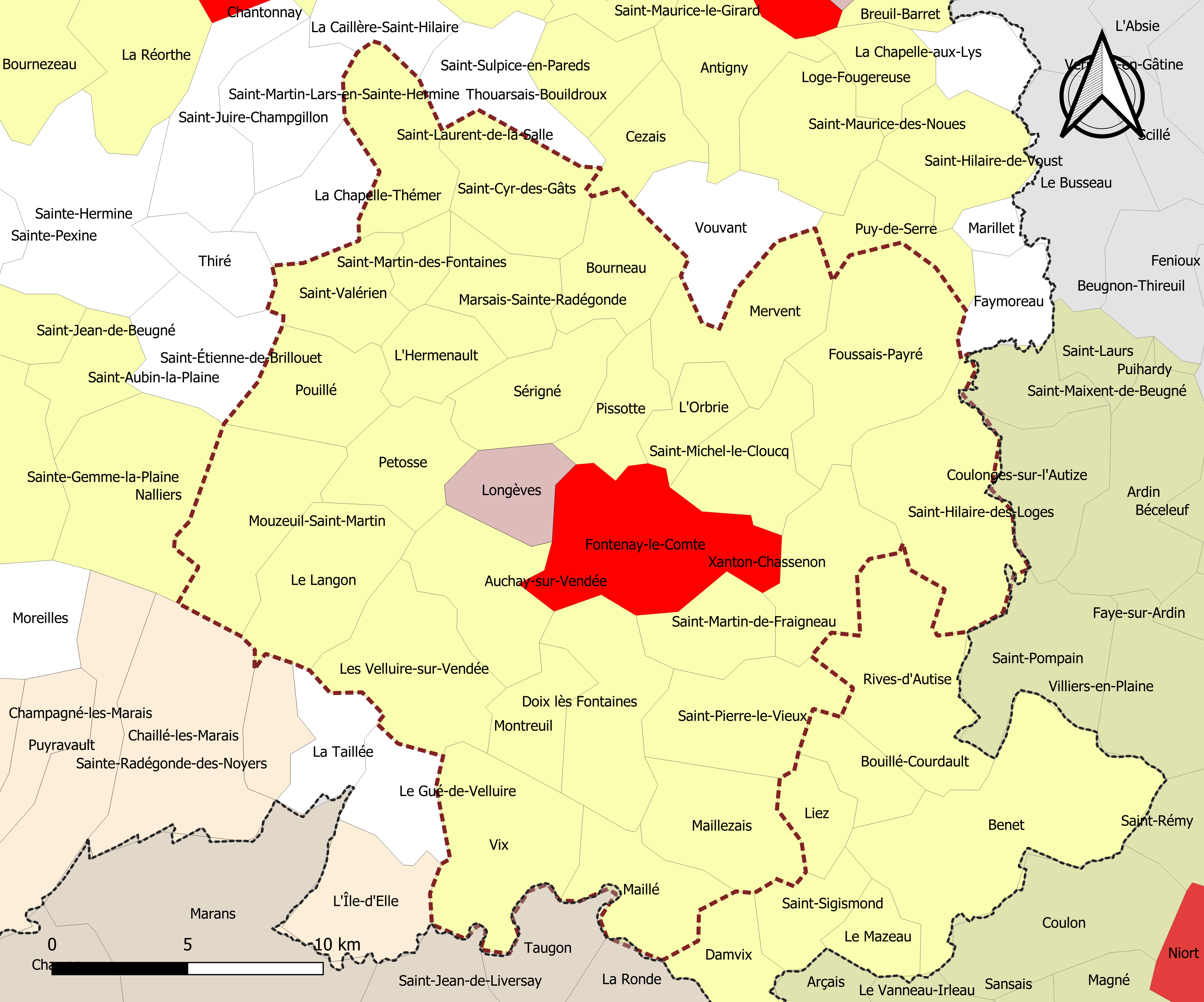
Carte de l'aire d'attraction de Fontenay-le-Comte.
Commune-centre
Commune du pôle principal
Commune de la couronne

### Composition communale
| Nom                                | Code Insee | Département | Statut                    | Superficie (km2) | Population (dernière pop. légale) | Densité (hab./km2) | Modifier                                    |
| ---------------------------------- | ---------- | ----------- | ------------------------- | ---------------- | --------------------------------- | ------------------ | ------------------------------------------- |
| Fontenay-le-Comte (commune-centre) | 85092      | Vendée      | commune-centre            | 34,05            | 13 806 (2022)                     | 405                | modifier les données · modifier les données |
| Longèves                           | 85126      | Vendée      | commune du pôle principal | 11,72            | 1 360 (2022)                      | 116                | modifier les données · modifier les données |
| Auchay-sur-Vendée                  | 85009      | Vendée      | commune de la couronne    | 21,16            | 1 118 (2022)                      | 53                 | modifier les données · modifier les données |
| Bourneau                           | 85033      | Vendée      | commune de la couronne    | 16,36            | 717 (2022)                        | 44                 | modifier les données · modifier les données |
| Doix lès Fontaines                 | 85080      | Vendée      | commune de la couronne    | 23,87            | 1 757 (2022)                      | 74                 | modifier les données · modifier les données |
| Foussais-Payré                     | 85094      | Vendée      | commune de la couronne    | 34,42            | 1 176 (2022)                      | 34                 | modifier les données · modifier les données |
| L'Hermenault                       | 85110      | Vendée      | commune de la couronne    | 11,42            | 903 (2022)                        | 79                 | modifier les données · modifier les données |
| Le Langon                          | 85121      | Vendée      | commune de la couronne    | 23,74            | 1 050 (2022)                      | 44                 | modifier les données · modifier les données |
| Maillé                             | 85132      | Vendée      | commune de la couronne    | 17,66            | 757 (2022)                        | 43                 | modifier les données · modifier les données |
| Maillezais                         | 85133      | Vendée      | commune de la couronne    | 20,33            | 895 (2022)                        | 44                 | modifier les données · modifier les données |
| Marsais-Sainte-Radégonde           | 85137      | Vendée      | commune de la couronne    | 14,77            | 526 (2022)                        | 36                 | modifier les données · modifier les données |
| Mervent                            | 85143      | Vendée      | commune de la couronne    | 22,23            | 1 073 (2022)                      | 48                 | modifier les données · modifier les données |
| Montreuil                          | 85148      | Vendée      | commune de la couronne    | 12,03            | 820 (2022)                        | 68                 | modifier les données · modifier les données |
| Mouzeuil-Saint-Martin              | 85158      | Vendée      | commune de la couronne    | 25,85            | 1 211 (2022)                      | 47                 | modifier les données · modifier les données |
| L'Orbrie                           | 85167      | Vendée      | commune de la couronne    | 9,63             | 801 (2022)                        | 83                 | modifier les données · modifier les données |
| Petosse                            | 85174      | Vendée      | commune de la couronne    | 15,90            | 684 (2022)                        | 43                 | modifier les données · modifier les données |
| Pissotte                           | 85176      | Vendée      | commune de la couronne    | 11,96            | 1 144 (2022)                      | 96                 | modifier les données · modifier les données |
| Les Velluire-sur-Vendée            | 85177      | Vendée      | commune de la couronne    | 26,49            | 1 366 (2022)                      | 52                 | modifier les données · modifier les données |
| Pouillé                            | 85181      | Vendée      | commune de la couronne    | 17,48            | 643 (2022)                        | 37                 | modifier les données · modifier les données |
| Saint-Cyr-des-Gâts                 | 85205      | Vendée      | commune de la couronne    | 21,08            | 543 (2022)                        | 26                 | modifier les données · modifier les données |
| Saint-Hilaire-des-Loges            | 85227      | Vendée      | commune de la couronne    | 35,20            | 1 904 (2022)                      | 54                 | modifier les données · modifier les données |
| Saint-Laurent-de-la-Salle          | 85237      | Vendée      | commune de la couronne    | 19,22            | 394 (2022)                        | 20                 | modifier les données · modifier les données |
| Saint-Martin-de-Fraigneau          | 85244      | Vendée      | commune de la couronne    | 13,56            | 802 (2022)                        | 59                 | modifier les données · modifier les données |
| Saint-Martin-des-Fontaines         | 85245      | Vendée      | commune de la couronne    | 5,64             | 169 (2022)                        | 30                 | modifier les données · modifier les données |
| Saint-Michel-le-Cloucq             | 85256      | Vendée      | commune de la couronne    | 17,69            | 1 263 (2022)                      | 71                 | modifier les données · modifier les données |
| Saint-Pierre-le-Vieux              | 85265      | Vendée      | commune de la couronne    | 23,19            | 924 (2022)                        | 40                 | modifier les données · modifier les données |
| Saint-Valérien                     | 85274      | Vendée      | commune de la couronne    | 14,30            | 549 (2022)                        | 38                 | modifier les données · modifier les données |
| Sérigné                            | 85281      | Vendée      | commune de la couronne    | 18,69            | 1 029 (2022)                      | 55                 | modifier les données · modifier les données |
| Vix                                | 85303      | Vendée      | commune de la couronne    | 28,53            | 1 829 (2022)                      | 64                 | modifier les données · modifier les données |
| Xanton-Chassenon                   | 85306      | Vendée      | commune de la couronne    | 19,24            | 743 (2022)                        | 39                 | modifier les données · modifier les données |